# Pātāveh
Pātāveh (persiska: پاطاوِه, پاتاوه) är en ort i Iran.   Den ligger i provinsen Kohgiluyeh och Buyer Ahmad, i den centrala delen av landet, 500 km söder om huvudstaden Teheran. Pātāveh ligger 1 575 meter över havet och antalet invånare är 1 925.
Terrängen runt Pātāveh är huvudsakligen kuperad, men åt nordost är den bergig. Pātāveh ligger nere i en dal.Runt Pātāveh är det ganska tätbefolkat, med 75 invånare per kvadratkilometer. Närmaste större samhälle är Mārgown, 18,2 km väster om Pātāveh. Omgivningarna runt Pātāveh är i huvudsak ett öppet busklandskap.